# Гусман, Борис Евсеевич
Борис Евсеевич Гусман (16 декабря 1892 — 3 мая 1944) — советский музыкальный деятель, театральный критик, писатель, сценарист, редакционный работник.

## Биография
Гусман Борис (Борух) родился в семье мещанина Гамшея Перецовича Гусмана (из Чаус) и его жены Баси-Витель Ицковны.
Учился в Петербургской консерватории по классу скрипки Э. Э. Крюгера.
До переезда в 1917 году в Нижний Новгород играл на скрипке в петербургском симфоническом оркестре графа А. Д. Шереметева.
С 1917 года — редакционный работник «Рабочего нижегородского листка».
Работа в должности секретаря редакции.
С 15 сентября 1920 года — ответственный редактор газеты, переименованной в «Нижегородскую коммуну».
В газете также работали книжный художник Николай Ильин, заведующий конторой и хроникер Алексей Куренков, секретарь редакции Иван Лобановский, заведующий отделом будущий писатель Сергей Малашкин, журналист и поэт из Барнаула Илья Модзалевский, управляющий делами губсовнархоза Павел Полуянов, вчерашний фронтовик и боец отряда частей особого назначения Павел Москвичев, по совместительству губернский военный цензор Алексей Пиккат, член Губревтрибунала Борис Селивёрстов, Василий Овсянников.
Работал членом редколлегии в журнале «Факел».
В 1921 году Борис Евсеевич вместе с женой и трехлетним сыном Израилем переехал в Москву.
В 1923 году он — заведующий театральным отделом газеты «Правда».
В 1928 году — заведующий репертуарной частью и заместитель директора Большого театра.
Он пишет киносценарии, либретто оперных и балетных спектаклей, много печатается в прессе.
В 1933 году руководит сектором искусств Управления центрального радиовещания. Затем становится заместителем начальника музыкального управления Комитета по делам искусств при СНК СССР.
В 1938 году — директор дома-музея П.И. Чайковского в Клину.
Позже был репрессирован.
Борис Гусман скончался 3 мая 1944 года в поселке Вожаёль в Коми АССР.
Сын Израиль Борисович Гусман.

## Музыкальная карьера
В 1929 году Гусман, в должности заместителя директора Большого театра приложил усилия, чтобы организовать постановку балета С.С. Прокофьева «Стальной скок». Гусман играл центральную роль в работе С.С. Прокофьева над музыкальным фильмом «Поручик Киже». После успеха фильма в 1934 году Гусман организовал концерт по музыке к фильму с участием Большого симфонического оркестра имени П. И. Чайковского.
В 1934 году Гусман заключил договор между С.С. Прокофьевым и Всесоюзным комитетом по радио, помогая композитору возвратиться в СССР. Гусман также предложил ему огромную сумму в 25000 рублей для серии заказанных работ по Кантате в честь ХХ-летия Октября, в память об Октябрьской революции 1917 года. Гусман поручил Прокофьеву написать Колхозную сюиту, Танцевальную сюиту и сюиту из музыки к Египетским ночам. Несмотря на то, что Гусман оставался влиятельным сторонником музыки Прокофьева, ни он, ни композитор никогда не были свидетелями исполнения кантаты: работа была запрещена. Постановка и исполнение состоялись только в 1966 году после их смерти.

## Репрессии
В 1938 году Гусман и его жена Светлана приняли сына Анны Лариной и Николая Бухарина Юрия. Бухарин был расстрелян в 1938 году, а Ларина получила 8 лет ИТЛ и отбывала срок в Сиблаге.
После этого Гусман был понижен в должности и назначен директором дома-музея П.И. Чайковского в Клину. Вскоре его арестовали в одной из серии чисток, направленных против советских художников и культурных лидеров в 1937—38 годах. Гусман был обвинен в написании идеологически необоснованных произведений в прошлом. Жена Гусмана была также арестована.
Сын Гусмана Израиль пережил чистки и возглавлял Горьковский филармонический симфонический оркестр с 1957 до 1987 года.

## Музыкальные произведения
- 1939 — либретто оперы «Мать» В. В. Желобинского (совместно с А. Г. Прейс).
- Либретто балета «Тиль Уленшпигель» М. О. Штейнберга.

## Фильмография
- 1924 — «В угаре нэпа».
- 1924 — «История одного разочарования», анимационный.
- 1928 — «Весёлая канарейка», приключенческий.
- 1929 — «Живой труп» (по Льву Толстому, СССР-Германия).
- 1936 — «О странностях любви», водевиль.

## Книжное издание

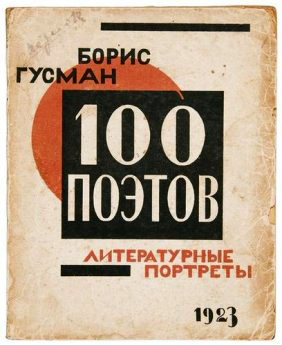
Обложка книги Б.Е. Гусмана 100 поэтов.

- «Литературные портреты. Сто поэтов» (Тверь, 1923)[2].